# Super Mario Party Jamboree
Super Mario Party Jamboree (スーパー マリオパーティ ジャンボリー, Sūpā Mariopāti Janborī) est un jeu vidéo de type party game développé par Nd Cube et édité par Nintendo. Il est sorti le 17 octobre 2024 sur Nintendo Switch. Dix-huitième épisode paru dans la série Mario Party, il se positionne en tant que suite de Super Mario Party. Une version améliorée du jeu est également annoncée sur Nintendo Switch 2 lors du Nintendo Direct du 2 avril 2025.
Le titre est décrit comme étant le plus grand épisode de la série Mario Party grâce à son contenu, comprenant sept plateaux de jeu, vingt-deux personnages jouables, cent-dix mini-jeux et de nombreux modes de jeu aussi bien solo que multijoueurs.

## Univers
Le jeu prend place dans l'univers Super Mario, à l'instar des autres épisodes de la série.

### Personnages
Le jeu met en scène un total de vingt-deux personnages jouables, dont la plupart d'entre eux sont issus des épisodes précédents de la série : Mario, Luigi, Peach, Daisy, Wario, Waluigi, Yoshi, Toadette, Toad, Harmonie,  Donkey Kong, Birdo, Bowser, Goomba, Maskass, Koopa, Topi Taupe, Bowser Jr., Boo et Spike.
De plus, le jeu introduit Pauline et Ninji comme nouveaux personnages jouables dans la série.

### Plateaux
Le titre propose aux joueurs de concourir sur sept plateaux aux décors variés et riches en surprises. Cinq d'entre eux sont inédits et deux sont tirés d'épisodes précédents :
- Bois rieur de Méga Wiggler : une forêt habitée par un Wiggler dont le parcours change à chacun de ses déplacements.
- Circuit déjanté : les joueurs se déplacent sur un circuit au volant d'un kart dont la vitesse dépend du montant obtenu au lancé de dé.
- Île Goomba : une île volcanique dont le parcours se modifie selon la fluctuation de la marée.
- Galeries arc-en-ciel : un centre commercial dont les prix varient en fonction des promotions.
- Base secrète de Bowser : un parcours dangereux entouré de lave et truffé de pièges en tous genres.
- Château arc-en-ciel de Mario de Mario Party : un parcours céleste dont le but est d'atteindre le donjon pour obtenir une Étoile.
- Pays Western de Mario Party 2 : une ville désertique dans laquelle circule un train qui peut aussi bien transporter le joueur que le renvoyer à la case départ s'il se fait percuter.

## Système de jeu

### Généralités
À l'instar des épisodes de la série Mario Party, le principe du jeu est de remporter la victoire en possédant le plus d'Étoiles possible à la fin de la partie. Le jeu se déroule à tour de rôle, chaque joueur lançant le dé et se déplaçant du nombre de cases correspondant au chiffre obtenu. Les plateaux recèlent de cases aux effets différents sanctionnant les joueurs de manière bénéfique ou maléfique. Une fois que chaque joueur a terminé de jouer, le tour se conclut par un mini-jeu permettant aux joueurs de récupérer des pièces en fonction de leur place dans le classement.

### Modes de jeu
Le titre dispose de nombreux modes de jeu différents depuis la place centrale qui est le lieu principal depuis lequel le joueur commence la partie. Il peut y retrouver différents stands, comme la boutique de réactions qui permet d'acheter des réactions, la boutique de cartes qui propose de créer et personnaliser une carte Mario Party, le magasin de musiques où il peut y écouter les différentes pistes audios, la maison des données qui compile les diverses données du jeu comme le suivi des exploits et des récompenses et le tableau de classements dans lequel sont recensés les classements mondiaux des différents modes et mini-jeux.
De plus, un mode nommé Quêtes et entraide propose au joueur d'aider Kamek à préparer les différents plateaux du jeu en les parcourant et en collectant un maximum de petites étoiles au moyen de diverses activités, comme des mini-jeux et des quêtes. Ce mode permet aussi de débloquer des éléments pour décorer la place centrale.
Enfin, pour voyager jusqu'aux îles sur lesquelles se trouvent les modes de jeu principaux, le joueur doit emprunter la montgolfière :
- Mario Party : le mode de jeu « classique » pour parcourir les plateaux.
- Marina des mini-jeux : les joueurs s'affrontent sur les différents mini-jeux.
- Île dynamique : les modes proposés se jouent avec la reconnaissance de mouvements des joy-cons. Dans Cuisine en cadence, les joueurs doivent cuisiner en rythme avec la musique, à la manière du mode Mini-jeu en rythme de Super Mario Party. À l'Usine Toad, l'objectif est de résoudre des puzzles. Enfin, dans Aventures aériennes, le joueur vole à travers les cieux pour s'affronter ou transporter des personnages en se servant des joy-cons comme une paire d'ailes.
- Défis de Bowser : répartis en deux modes, ces défis mettent en scène le faux Bowser. Ainsi, dans Brigade anti-Bowser, le joueur dirige une brigade composée de huit personnages qui doivent venir à bout du faux Bowser en chargeant un canon à l'aide des bombes collectées. Enfin, dans le mode Koopathlon, vingt joueurs d'affrontent sur une course dont la progression se fait en direct en collectant des pièces dans les mini-jeux[4].

## Développement
Super Mario Party Jamboree a été dévoilé lors du Nintendo Direct du 18 juin 2024. Il est sorti le 17 octobre 2024 sur Nintendo Switch.
Pour la première fois, Waluigi n'est pas doublé par Charles Martinet qui a été remplacé par Kevin Afghani.

## Accueil

### Critiques
Super Mario Party Jamboree a reçu des critiques positives par la majorité de la presse spécialisée. Metacritic lui accorde une moyenne de 82 %, calculée sur 94 critiques.